# Jefferies Group
Jefferies Group LLC (ehemals Jefferies & Company, Inc.) ist eine US-amerikanische Investmentbank mit Fokus auf Wachstumsunternehmen. Der Hauptsitz befindet sich in New York. 

## Unternehmen
Jefferies Group LLC gliedert sich in mehrere Abteilungen: Investmentbanking, Brokerage, Wertpapierhandel und Vermögensverwaltung (Asset Management). Jefferies ist vor allem in wachstumsstarken Branchen aktiv, aber auch in anderen Branchen wie Industrie, Energie, Konsumgüter und Pharmazie.
Das Unternehmen besitzt circa 30 Niederlassungen weltweit, darunter Büros in Finanzmetropolen wie New York, Frankfurt am Main, London, Tokio, Boston, Los Angeles, San Francisco, Zürich, Paris, Shanghai, Singapur, Dubai und New Delhi.
Jefferies steigerte den Umsatz von 300 Millionen US-Dollar im Jahr 1993 auf nahezu vier Milliarden US-Dollar im Jahr 2017, bei einer Marktkapitalisierung von über sechs Milliarden US-Dollar (Dezember 2019). Laut Dealogic war Jefferies 2018 die neuntgrößte Investmentbank der Welt, gemessen am Umsatz.

## Akquisitionen (Auswahl)
- Quarterdeck Investment Partners (Beratungsunternehmen (Raumfahrt & Verteidigungsbranche)) – 2002
- Broadview International (Beratungsunternehmen (Technologiebranche)) – 2003
- Randall & Dewey (Beratungsunternehmen (Energiebranche)) – 2005
- Helix (Private Equity Fund Placement Group) – 2005
- Putnam Lovell (Finanzdienstleister) – 2007